# Саранча (телесериал, 2001)
«Саранча» — казахстанский телесериал из 195 серий, выходивший на телеканале «Хабар» с сентября 2001 по март 2003 года. Является первым криминальным телесериалом страны, и вторым по счёту, после телесериала «Перекрёсток» (1996—2000).

## Сюжет
В центре событий телесериала — обычные казахстанские семьи, которым приходится противостоять преступному миру. Действие начинается с секретной операции КНБ, когда для раскрытия преступной группировки в одно из отделений полиции внедряется майор КНБ Арман Чингизов под видом своего брата-близнеца. Сама группировка во главе с авторитетом «Беком» под видом ядохимикатов против саранчи планирует провезти в страну крупную партию наркотиков.
Однако, в это же время, кто независимо от «Бека» сбывает новый наркотик «АД 1» под видом антидепрессанта. А Чингизов понимает, что среди полицейских много „крыс“.

## Производство
«Саранча» является прямым приемником предыдущего казахстанского телесериала канала «Хабар» — «Перекрёсток» (1996—2000). После «Перекрёстка» была освоена база для создания целой индустрии сериального производства. Именно необходимостью производства «Саранчи» создатели «Перекрёстка» объяснили его закрытие, поскольку „потянуть“ одновременно два сериала не представилось возможным по многим причинам, прежде всего — финансовой. По другой версии, истинной причиной завершения «Перекрёстка» стал раскол между режиссёрско-сценарной группой и продюсерами, в результате чего остаток съёмочной группы занялся производством «Саранчи». Эта версия подтверждается тем, что продюсер обоих проектов Абай Карпыков после «Перекрёстка» на «Саранче» полностью сменил всех четырех режиссёров, однако зритель этого не заметил – технология была уже отлажена. По мнению же оператора обоих проектов Юрия Пака Рахату Алиеву, на тот момент зампредседателя Комитета национальной безопасности Казахстана, захотелось пропиарить своё ведомство, и так появилась «Саранча». Проект создавался под патронажем Рахата Алиева, их с Даригой Назарбаевой, занимавшей на тот момент пост президента телеагентства «Хабар», сын Нурали Алиев появился в одной из серий телесериала в эпизодической роли моряка, отправляющегося в плавание. При этом, начальный период проекта «Саранча» были готовы финансировать ряд частных финансовых структур. Сериал был рассчитан минимум на 104 эпизода и один год трансляции, а фактически продержался 195 серий и полтора года в эфире.
Со времён «Перекрёстка» жанр мыльных опер уступил популярность в Казахстане российским криминальным телесериалам, таким как «Улицы разбитых фонарей» (1998—2019), «Каменская» (1999—2011), «Марш Турецкого» (2000—2002, 2007) и другим. Что и определило выбор жанра для «Саранчи». Но при этом было принято решение следовать стилистике «Перекрёстка», и задействовать в съёмках много его актёров, включая Бахтияра Кожу, Жанну Куанышеву, Юрия Капустина и других. Для саундтрека к проекту музыкант Руслан Тохтахунов записал две песни — «Ля монета» и «Слова», на первую композицию был снят клип с участием актёров телесериала.
При создании проекта авторы консультировались с опытными сыщиками и бывшими сотрудниками органов, собирая материалы для эпизодов сериала. По их мнению, телесериалы успешно моделируют события реальной жизни, которые с трудно осмыслить простыми способами. Серии проекта должны были помочь казахстанцам научатся понимать свои права. Проект имел рабочие названия «Операция „Саранча“» и «ФБР». Итоговое название было выбрано, поскольку слово «Саранча» звучит метафорично — многие вещи, которые происходят в сфере власти и права, напоминают поведение этого насекомого. Как и у «Перекрёстка», основные съёмки вновь прошли в павильонах и на территории студии «Казахфильм», нововведением стали съёмки в локациях города Алма-Ата. Съёмочная группа работала в высоком темпе, и выдавала по две готовые серии в неделю. А сам проект обладал больши́м бюджетом,  нежели у «Перекрёстка». Отмечалось, что во время производства сериала съёмочные павильоны «Саранчи» оставались единственным оживлённым местом «Казахфильма», который в остальном продолжал находиться в упадке.

## Создатели

### В ролях
| Работники правоохранительных органов и их окружение - Бахтияр Кожа — следователи Искандер и Арман Чингизовы, начальник отдела полиции - Азат Сейтметов — Мирза Матажанов, сотрудник полиции—«оборотень» - Данагуль Темирсултанова — Жанбиба, жена Мирзы - Олег Бирючёв — Фёдор Братов, сотрудник полиции - Ирина Лещенко — Наташа, жена Фёдора - Владимир Толоконников — Василий, бывший пожарный, отец Наташи - Анастасия Бирючёва — Маша Братова - Ержан Тусупов — Серик Куатбаев, сотрудник полиции—«оборотень» - Ментай Утепбергенов — Марат Асанов, полковник, следователь прокуратуры - Асанали Ашимов — генерал КНБ Авторитет «Бек» и его окружение - Бахытжан Альпеисов — Арыстын Бапишев, он же авторитет «Бек» - Юрий Капустин — Лев Наумович Ивлев, правая рука «Бека», левый наркодилер - Сергей Уфимцев — Ким Мамаев, криминальный адвокат - Гани Кулжанов — Диас, телохранитель Бапишева - Геннадий Балаев — Гордей, вор в законе - Ирина Лебсак — Евгения, жена Лёвы и дочь Гордея, парализованный инвалид - Болат Абдильманов — Дастанов, хозяин гостиницы - Игорь Горшков — Костыль, киллер (серии 1—27) - Виктор Турунтаев — Виктор Томилин | Семья Жумабаевых - Толеубек Аралбай — Алихан Валиханович, глава семьи - Жанна Куанышева — Алма, тележурналистка - Ирина Ажмухамедова — Майра - Сайя Есмурзаева — Назира, медсестра, сестрёнка Алмы Прочие - Гульнара Дусматова — Жибек, загадочная женщина - Газиза Абдинабиева — Марго, тётя Жибек - Ольга Коржева — Соня, официантка, сестра Евгении - Анастасия Тёмкина — Дана Найдёнова, наркоманка и проститутка - Игорь Личадеев — бомж Гена, он же беглый преступник Олег Акимов - Григорий Ефимов (Эпштейн) — Иван Алексеевич Назаров, владелец фармацевтической фирмы - Адильхан Есенбулатов — Аскар Исаев, сотрудник фирмы Назарова, жених Майры - Чингиз Капин — Есен, подросток—наркоман - Мурат Нурасылов — Нурлик - Алмагуль Рулас — Гульмира - Асель Садвакасова — Райхан - Наталья Аринбасарова — Жанна, психолог из Москвы - Азамат Сатыбалды — Ерлан - Герман Корсунов — Герман - Альмири Карпыков — Тохтар - Тимур Макажанов — Таразов, вор-карманник - Владимир Крылов — Олек Викторович - Марат Бердыев — Талгат Айтжанов, подозреваемый в убийстве - Светлана Черняк (Ягудина) — Алла Фетисова / Анна Преображенская |

| Другие роли |
| --- |
| - Касым Жакибаев — Баксы (целитель), вылечивший Дастанова - Ирина Арнаутова — воспитательница детского сада, душевнобольная жена Кима Мамаева - Марианна Покровская — Турдыева, горничная - Нурали Алиев — моряк, уходящий в плавание - Сергей Павлов — офисный сотрудник - Виталий Багрянцев — домушник - Елена Тренина (Шпак) — ограбленная старушка |

### Съёмочная группа
- Алексей Григорьев, Михаил Балыкин, Елена Которова и Галина Ефимова — режиссёры.
- Зауреш Ергалиева, Альбина Ахметова, Оксана Бондаренко, Алексей Григорьев, Люция Иржанова, Альфия Юсупова и Виктор Турунтаев — сценаристы.
- Абай Карпыков — продюсер.
- Абай Карпыков и Дарига Назарбаева — авторы идеи.

## Приём и критика
Сериал имел высокие зрительские рейтинги, и открыл ряд новых имён — Асель Садвакасова, Чингиз Капин и других, а уже известные актёры закрепили свой звёздный статус. Проект даже увеличил число зрителей алма-алматинских театров, желавших вживую посмотреть на актёров «Перекрёстка» (1996—2000) и «Саранчи». Но в целом «Саранча» не смогла повторить успех «Перекрёстка». Среди причин меньшего успеха называлась жанровое различие: если «Перекрёсток» был сериалом о людях и для всех людей, то «Саранча» была криминальным сериалом, рассчитанным на более узкий круг зрителей. По версии российского портала «Кино Mail» на 2022 год «Саранча» заняла второе место среди казахстанских фильмов и сериалов с оценкой 7,9 балла, уступив только фильму «Дорога к матери» (2016).
Асанали Ашимов, исполнивший в 2001 году роль генерала КНБ в «Саранче» и главную роль в фильме «Дядя, я тебя убью», был удостоен премии «Алтын адам» как актёр года в рамках конкурса «Выбор года №1 в Казахстане».
В своей статье 2025 года журналист Константин Козлов отметил, что создателям «Саранчи» удалось удержать аудиторию «Перекрёстка». Проект повысил статус профессии полицейских среди населения, показав их обычными людьми, которые совершают ошибки, находятся порой на грани отчаяния, решают семейные проблемы и при этом выполняют свою работу. В 2007 году Рахат Алиев, под патронажем которого создавался сериал, попал в политическую опалу первого президента Казахстана Нурсултана Назарбаева. В результате чего сериал оказался под неформальным запретом до конца 2010-х годов, а его повторная трансляция состоялась лишь спустя почти 20 лет после премьеры. Также отмечалась, что меньшая по сравнению с «Перекрёстком» длительность сериала не позволила зрителям привыкнуть к «Саранче» так, как к «Перекрёстку». Указанные факторы и стали причиной, по которой телесериал не достиг успеха «Перекрёстка».

## Наследие
В 2016 году один из серии новостных репортажей казахстанского телеканала «НТК», приуроченных к 25-летию независимости Казахстана, был посвящён телесериалам «Перекрёсток» (1996—2000) и «Саранча». А в 2021 году казахстанская газета «Караван» включила «Саранчу» в список событий и явлений, изменивших общество за 30 лет независимости Казахстана. Даже спустя более чем 20 лет после выхода, телесериал неоднократно включался в различные почётные списки казахстанских порталов (список культовых телесериалов и подобные) на казахстанских медиапорталах, таких как Tengrinews.kz и других.
Журналист Константин Козлов в своей статье 2024 года отметил, что после закрытия телесериалов «Перекрёсток» (1996—2000) и «Саранча», телесериалы в Казахстане практически не снимались до конца 2000-х годов. В результате была утрачена полученная технология многокамерной съёмки, что вызвало крайне отрицательные последствия для сериальной индустрии Казахстана. Обученные специалисты разъехались по разным странам или сменили род деятельности, в связи с чем спустя много лет новому поколению специалистам пришлось всему учиться практически с нуля.